# 大食蟻獸
大食蟻獸（學名：Myrmecophaga tridactyla）是異關節總目披毛目食蟻獸的一種，為一種大型的食蟲動物，和樹懶為近親。分布在中美洲與南美洲部份地區，生活在草地、落葉林和雨林地區。主要以螞蟻和白蟻為食，一天最多可食30,000隻昆蟲。
大食蟻獸在現存四種食蟻獸中體型最大的成員，體長可達 182—217 cm（5.97—7.12英尺）。雄性體重通常為 33—41（73—90磅），雌性則為 27—39（60—86磅）。體毛長而堅硬，可長40釐米，尾部密生长毛，头细长，眼耳极小并吻成管状，无齿，舌细长并能伸缩，借以舐食蚁类、白蚁及其他昆虫。前肢除第五指外，均具钩爪，后肢短，五爪大小相仿。体灰白色，背面两侧有宽阔的黑色纵纹，纹的边缘白色。大食蟻獸為獨居動物，個體之間少有互動，少數例外為：雄性之間的示威、交配、以及養育後代。雌性大食蟻獸會將幼仔背在背上活動。
大食蟻獸被國際自然保護聯盟列為易危物種，在許多地區面臨局部地區滅絕。大食蟻獸所面臨的威脅包括棲息地喪失以及盜獵取得其毛皮與肉。
包括兩個亞種：
- Myrmecophaga tridactyla artata Osgood, 1912
- Myrmecophaga tridactyla centralis Lyon, 1906

## 描述

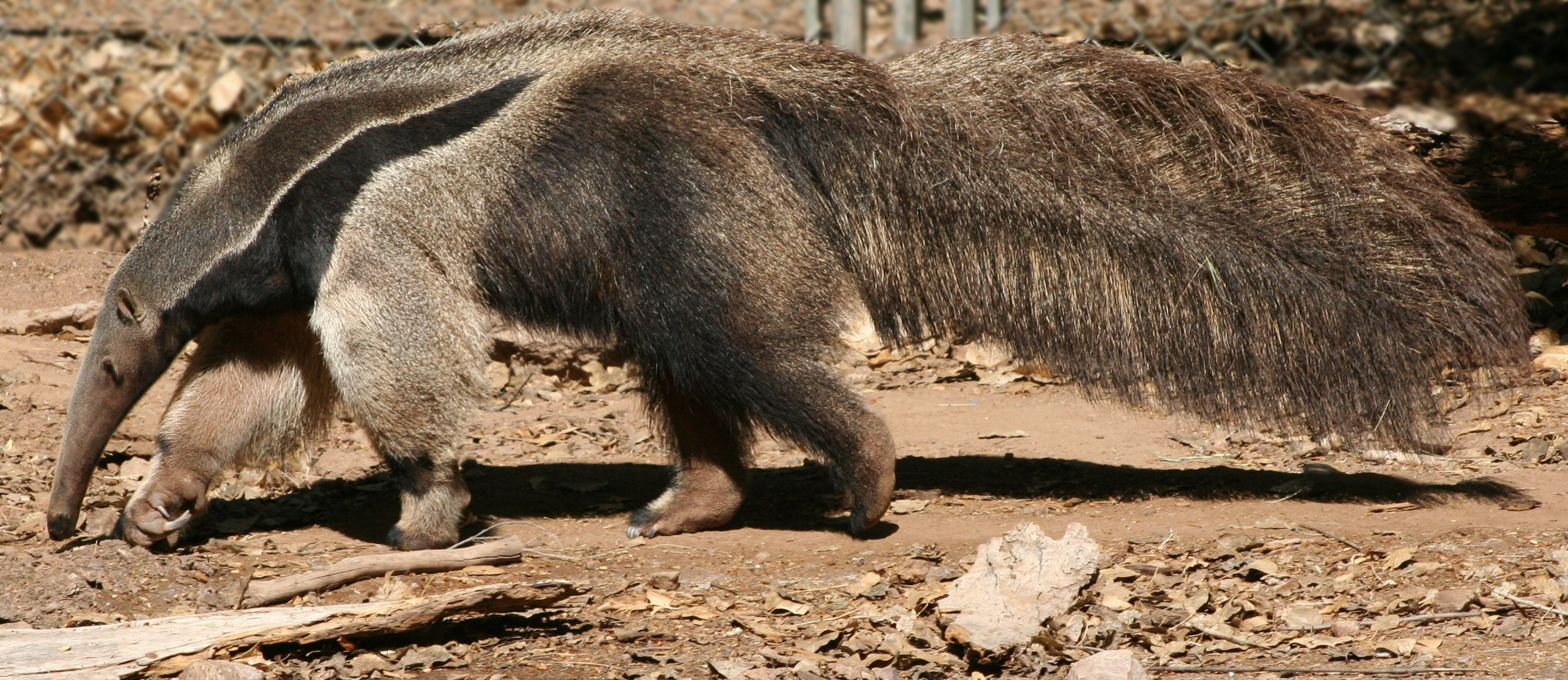
側面圖

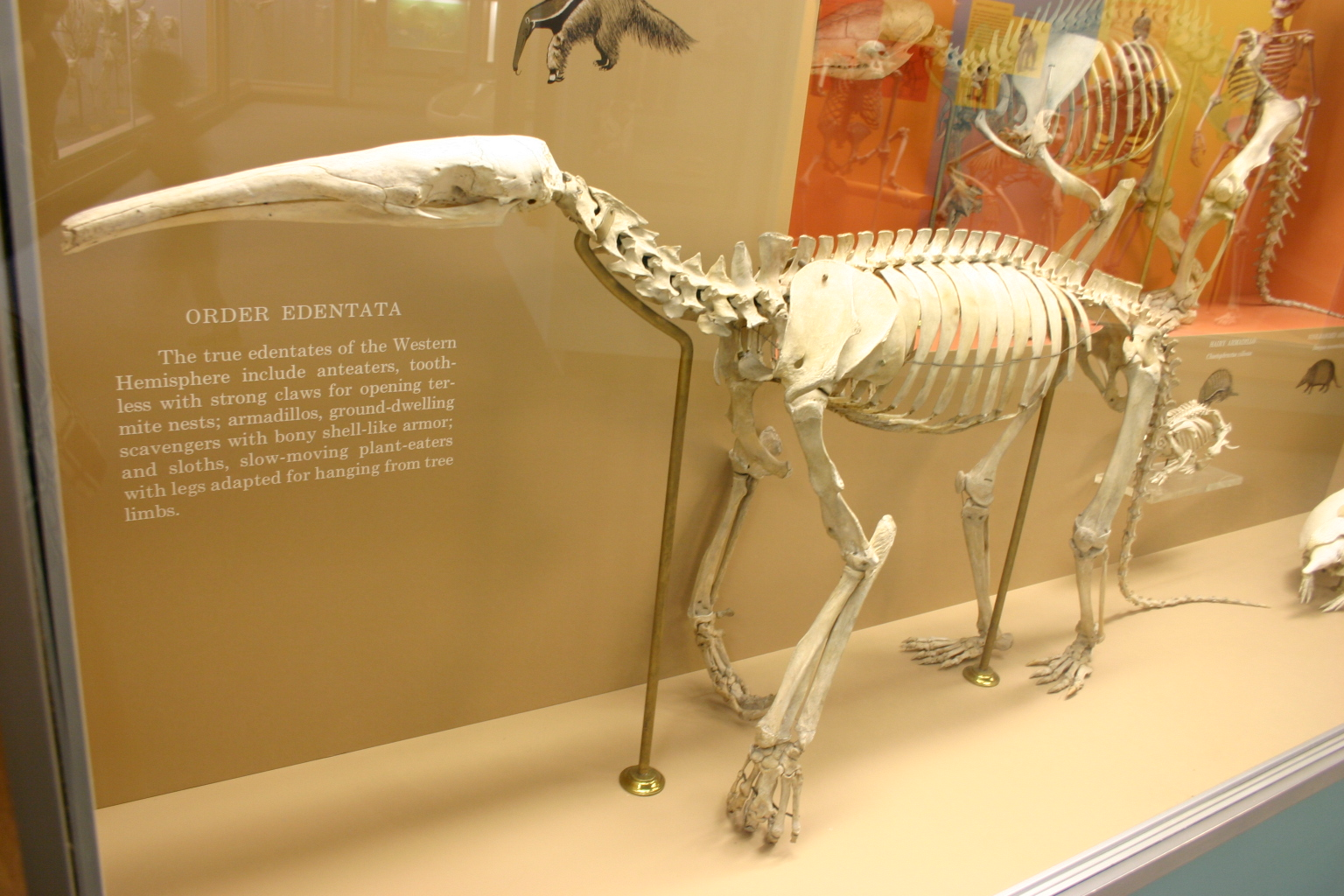
全身骨架

大食蟻獸的頭顱長達 30 cm（12英寸），即使和食蟻獸比起來仍然特別細長，管狀的吻突佔了大部分。大食蟻獸的眼睛與耳朵很小，視力不好，但嗅覺的敏感度為人類的 40 倍。在人工飼育的環境下，大食蟻獸的可活約 16 年。
大食蟻獸的前後足均有五趾，其中前足有四趾帶爪，第二與第三趾上的爪子長度最長。大食蟻獸用指節著地的形式行走，類似於現今的大猩猩、黑猩猩，以及已滅絕的大地懶與爪獸，可以避免其長爪因接觸到地面而磨損。主要承受重量的第三趾，具有延長的掌指關節，可彎曲於指骨間關節。和前足不同，大食蟻獸的後足五趾上均具有短爪，為躑行動物。大食蟻獸擴大的棘上窩給予大圓肌更多的附著點，強化前足回拉的力量。而三頭肌則提供前足第三趾彎曲的力量，這些肌肉可以幫助大食蟻獸挖掘並破壞白蟻的蟻塚。

## 保育狀況
牠們被列為《瀕危野生動植物種國際貿易公約》附錄二的物種，被限制出口及貿易。